# Gossersweiler-Stein

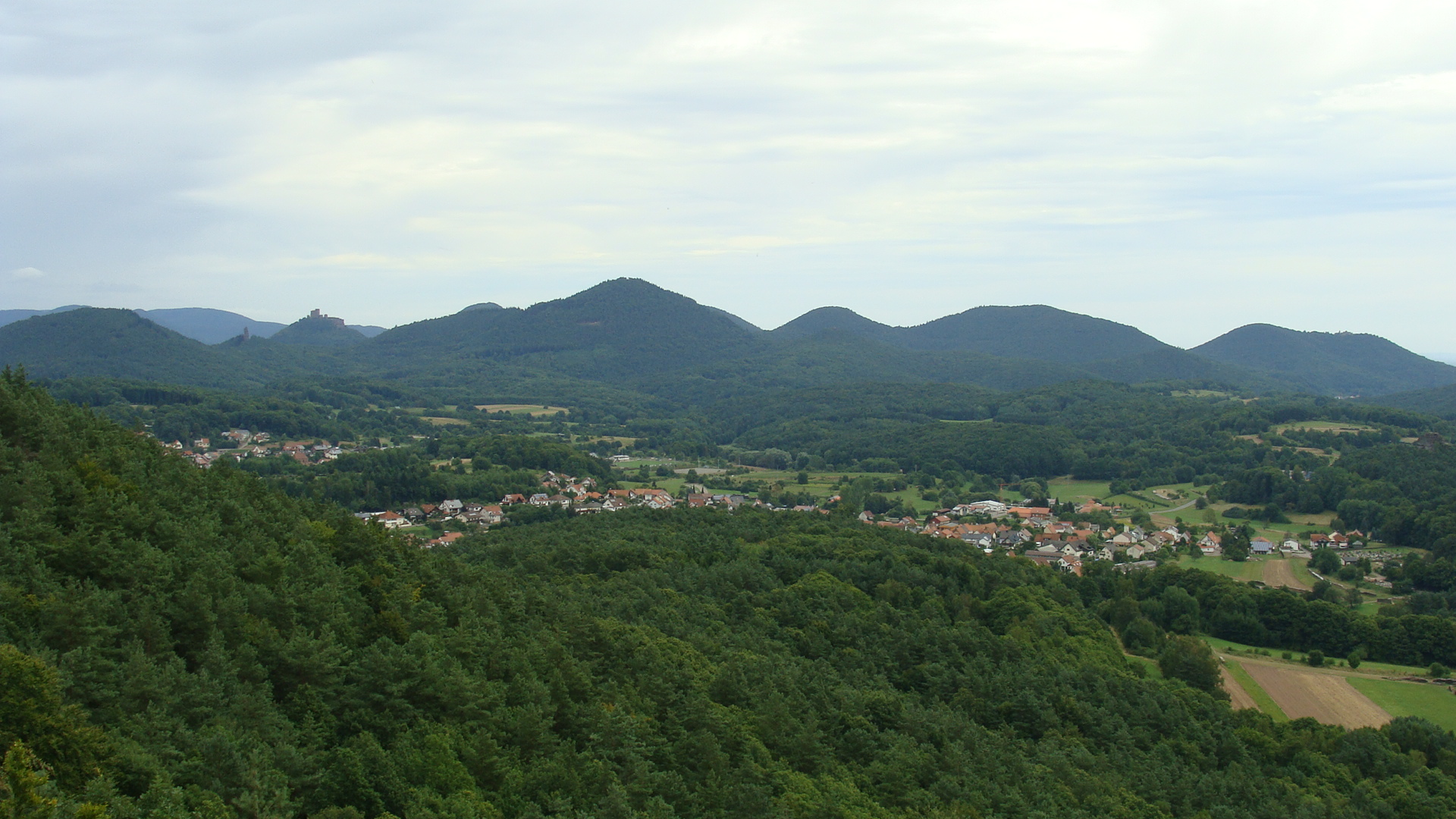
Blick vom Rötzenfelsen auf Gossersweiler-Stein

Gossersweiler-Stein ist eine Ortsgemeinde im Landkreis Südliche Weinstraße in Rheinland-Pfalz. Sie entstand 1970 durch Zusammenlegung der Gemeinden Gossersweiler und Stein. Sie gehört der Verbandsgemeinde Annweiler am Trifels an, innerhalb der sie mit rund 1400 Einwohnern die drittgrößte Ortsgemeinde bildet. Gossersweiler-Stein ist ein staatlich anerkannter Erholungsort.

## Geographie

### Lage
Gossersweiler-Stein liegt im Wasgau, der vom Südteil des Pfälzerwaldes gebildet wird, im Zentrum des Gossersweilerer Tals innerhalb einer Verebnungsfläche. Sie ist Bestandteil der Untereinheit Dahn-Annweiler Felsenland und innerhalb dieser Teil des Annweiler Felsenlands.
Die Ortsgemeinde besteht aus den beiden Ortsteilen Gossersweiler im Nordwesten und Stein im Südosten. Nachbargemeinden sind – im Uhrzeigersinn – Völkersweiler, Waldrohrbach, Silz, Vorderweidenthal, Darstein, Dimbach, Schwanheim und Lug.

### Erhebungen
Markante Erhebungen auf der Gemeindegemarkung sind der Rötzenberg (459 m ü. NHN), der Dimberg (418 m ü. NHN) an der Gemarkungsgrenze zu Dimbach und Schwanheim und der Eichelberg (406 m ü. NHN). Der Nordosthang des 437,6 m ü. NHN hohen Schloßbergs befindet sich ebenfalls auf dem Gebiet von Gossersweiler-Stein, während dieser sich einschließlich seines Gipfel ansonsten auf der Gemarkung von Vorderweidenthal liegt.

### Gewässer
Am östlichen Siedlungsrand von Gossersweiler entspringt der Kaiserbach, der anschließend nach Nordosten fließt. Im südlichen Teil der Gemeindegemarkung entspringt der Klingbach, der sowohl eine Haupt- als auch eine rund 300 Meter weiter südlich gelegene Nebenquelle umfasst; das Siedlungsgebiet der Ortsgemeinde berührt er jedoch nicht.
Nordwestlich von Gossersweiler entspringt zudem der Triebborn, der jenseits  der Gemarkung über den Rimbach und die Queich entwässert. Somit verläuft mitten durch das Gemeindegebiet die Wasserscheide zwischen Queich und Michelsbach.

## Geschichte
Die beiden Orte Gossersweiler und Stein gehörten bis zum Ende des 18. Jahrhunderts zur Kurpfalz. Nach der Einnahme des Linken Rheinufers durch französische Revolutionstruppen im Jahr 1794 waren beide Orte von 1798 bis 1814 dem Kanton Annweiler im Département Donnersberg zugeordnet und wurden von der Mairie in Schwanheim verwaltet. Aufgrund der auf dem 1815 abgehaltenen Wiener Kongress getroffenen Vereinbarungen waren die Pfalz und damit auch die Gemeinden Gossersweiler und Stein zunächst Österreich zugeordnet worden. In einem 1816 geschlossenen Staatsvertrag trat Österreich die Region an das Königreich Bayern ab. Der nunmehr bayerische Kanton Annweiler gehörte im neu geschaffenen Rheinkreis vorläufig noch zu dem aus dem vorherigen Arrondissement gebildeten Bezirk Zweibrücken und kam am 1. August 1816 zum Bezirk Landau. Nach der Untergliederung der Bezirke in Landkommissariate (1818) gehörten die beiden Orte zum Landkommissariat Bergzabern, aus dem 1939 der Landkreis Bergzabern entstand.
Im Zuge der ersten rheinland-pfälzischen Verwaltungsreform wechselten Gossersweiler und Stein in den neugeschaffenen Landkreis Landau-Bad Bergzabern, der 1978 in Landkreis Südliche Weinstraße umbenannt wurde. Am 1. März 1970 wurden die bislang eigenständigen Gemeinden Gossersweiler und Stein zur neuen Gemeinde Gossersweiler-Stein zusammengelegt. Zwei Jahre später wurde letztere der Verbandsgemeinde Annweiler am Trifels zugeordnet.

## Bevölkerung

### Einwohnerentwicklung
Die Entwicklung der Einwohnerzahl bezogen auf das heutige Gemeindegebiet von Gossersweiler-Stein; die Werte von 1871 bis 1987 beruhen auf Volkszählungen:
| Jahr | Einwohner |
| ---- | --------- |
| 1815 | 876       |
| 1835 | 1.037     |
| 1871 | 993       |
| 1905 | 929       |
| 1939 | 1.116     |
| 1950 | 1.108     |

| Jahr | Einwohner |
| ---- | --------- |
| 1961 | 1.189     |
| 1970 | 1.276     |
| 1987 | 1.308     |
| 1997 | 1.445     |
| 2005 | 1.472     |
| 2024 | 1.393     |

### Religion

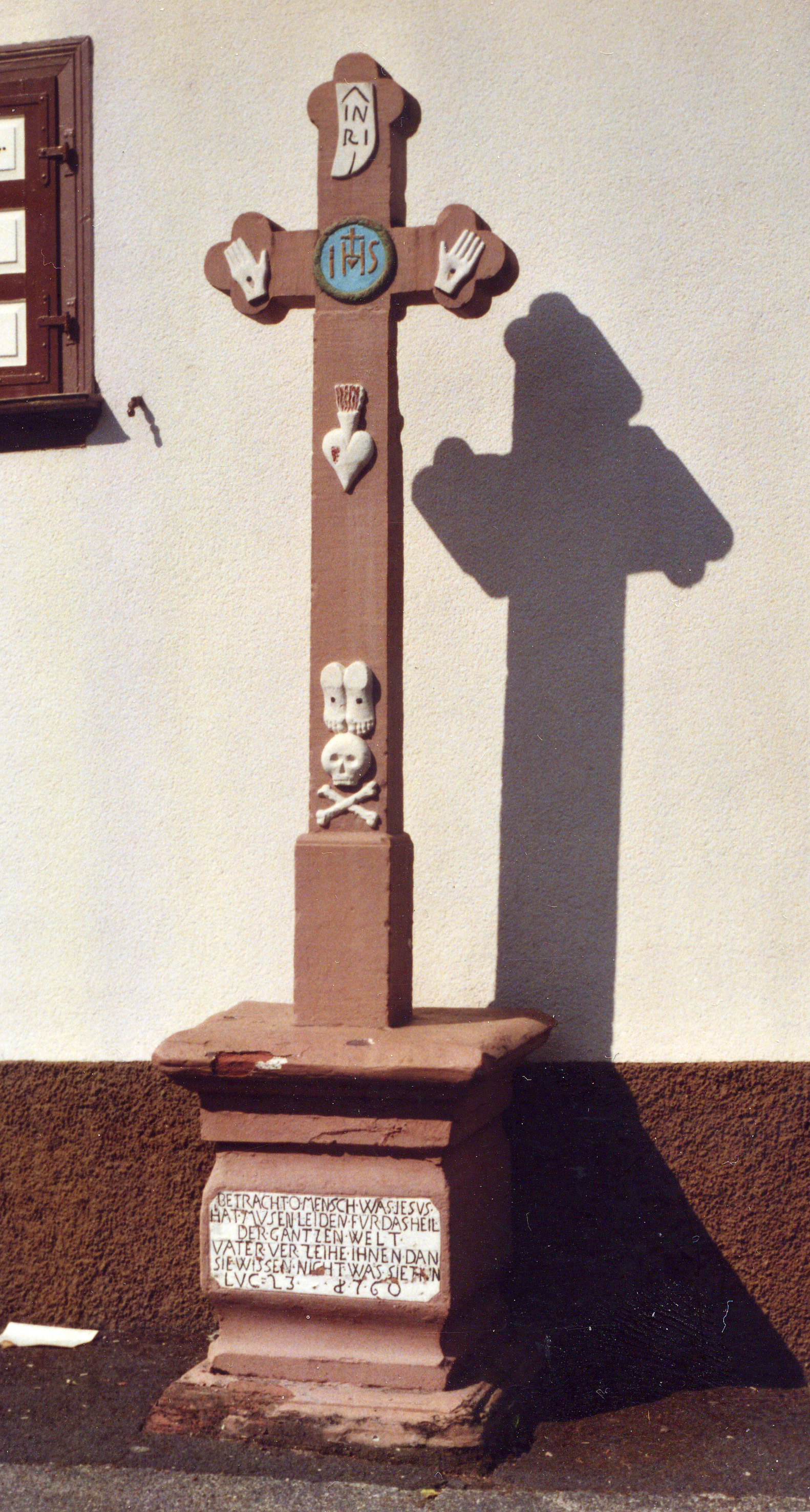
Flurkreuz in Gossersweiler-Stein

Die Katholiken gehören zum Bistum Speyer und unterstehen dort dem Dekanat Landau, die Evangelischen zur Protestantischen Landeskirche Pfalz. Die Ortsgemeinde ist mehrheitlich katholisch geprägt. Bis Ende 2015 befand sich im Ortsteil Gossersweiler eine katholische Pfarrei, die Filialen in Stein und Völkersweiler besaß. Seit 2016 gehört die Gemeinde zur Pfarrei Hl. Elisabeth in Annweiler.

## Politik
Bei Bundestagswahlen gehört die Gemeinde seit 1965 zum Wahlkreis Südpfalz (bis 1983: Wahlkreis Landau), davor bis 1961 zum Wahlkreis Zweibrücken. Bei Landtagswahlen war Gossersweiler-Stein von 1991 bis 2011 Bestandteil des Wahlkreises Südliche Weinstraße. 2016 wurde sie vorübergehend dem Wahlkreis Pirmasens zugeschlagen, ab 2021 gehört sie erneut zum Wahlkreis Südliche Weinstraße.

### Gemeinderat
Der Gemeinderat in Gossersweiler-Stein besteht aus 16 Ratsmitgliedern, die bei der Kommunalwahl am 9. Juni 2024 in einer Mehrheitswahl gewählt wurden, und dem ehrenamtlichen Ortsbürgermeister als Vorsitzendem.
Die Sitzverteilung im Gemeinderat:
| Wahl | CDU               | UWG               | WGR               | Gesamt   |
| ---- | ----------------- | ----------------- | ----------------- | -------- |
| 2024 | per Mehrheitswahl | per Mehrheitswahl | per Mehrheitswahl | 16 Sitze |
| 2019 | per Mehrheitswahl | per Mehrheitswahl | per Mehrheitswahl | 16 Sitze |
| 2014 | –                 | 6                 | 10                | 16 Sitze |
| 2009 | 6                 | 10                | –                 | 16 Sitze |
| 2004 | 5                 | 11                | –                 | 16 Sitze |

- UWG = Unabhängige Wählergruppe
- WGR = Wählergruppe Renno

### Ortsbürgermeister
Pascal Braun wurde am 2. Juli 2019 Ortsbürgermeister von Gossersweiler-Stein. Da bei der Direktwahl am 26. Mai 2019 kein Bewerber angetreten war, erfolgte die anstehende Wahl des Bürgermeisters gemäß Gemeindeordnung durch den Rat. Dieser entschied sich mehrheitlich für Braun. Bei der Direktwahl am 9. Juni 2024 wurde er als einziger Bewerber mit einem Stimmenanteil von 77,6 % für weitere fünf Jahre wiedergewählt.
Seine Vorgänger waren Stefan Renno (Amtszeit 2014–2019) und Hanns-Christian Conrad (UWG, 1994–2014).

### Wappen
| Wappen von Gossersweiler-Stein | Blasonierung: „In Rot zwei übereinanderstehende schwebende angetatzte silberne Kreuze.“ |
| Wappen von Gossersweiler-Stein |                                                                                         |

### Gemeindepartnerschaften
Seit November 1984 besteht eine Partnerschaft zur französischen Gemeinde Schoenenbourg.

## Kultur

### Bauwerke
Kulturdenkmäler

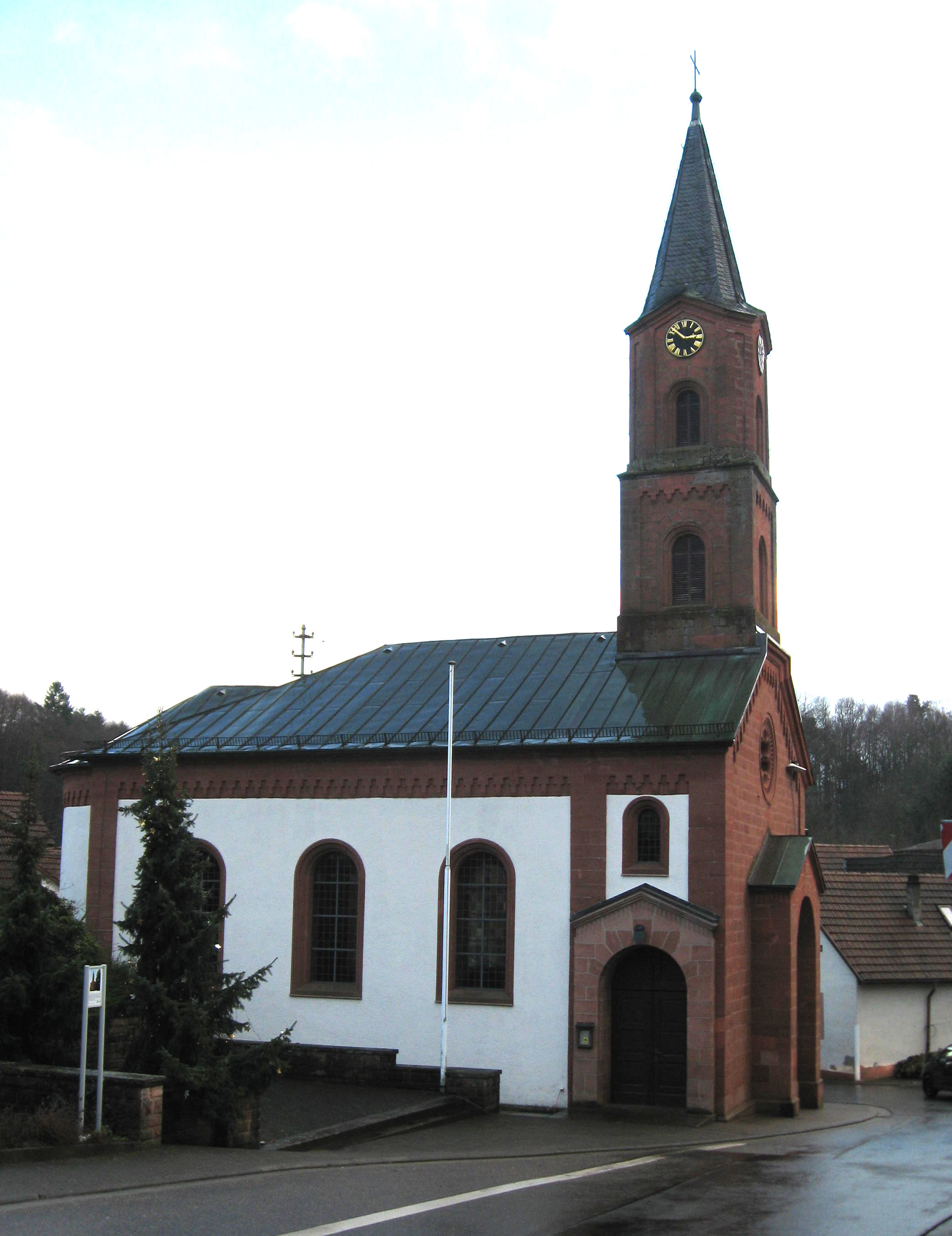
Denkmalgeschützte katholische Kirche St. Martin

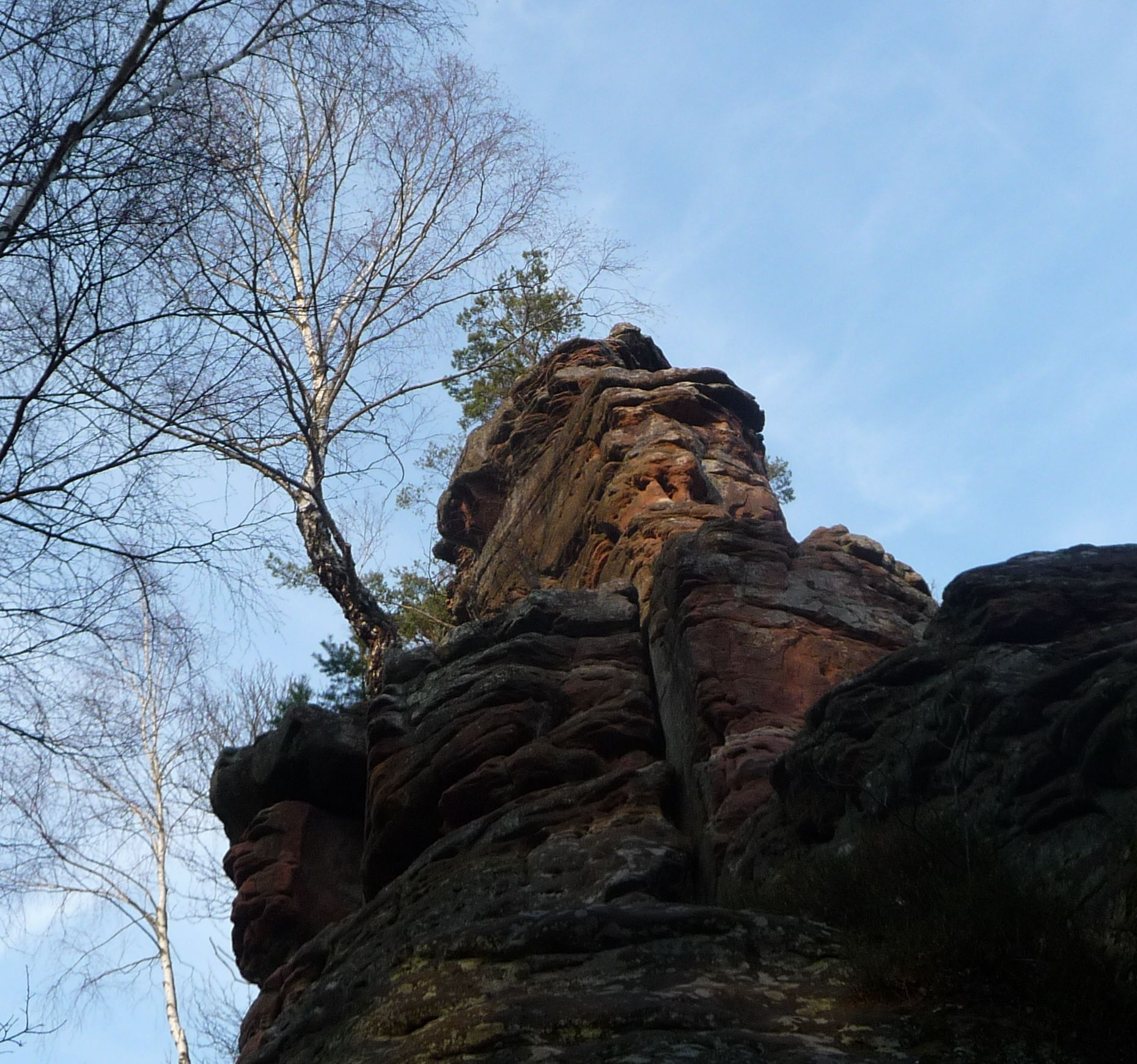
Naturdenkmal Engelsmannfelsen

In der Gemeinde befinden sich insgesamt acht Objekte – davon drei in Gossersweiler und fünf in Stein – die unter Denkmalschutz stehen. Mit Ausnahme eines Tabakschuppens handelt es sich dabei durchweg um Sakralbauten, darunter die katholische Kirche St. Martin sowie die an der Gemarkungsgrenze zu Völkersweiler liegende Jergenkapelle.
Weitere Bauwerke
Einen halben Kilometer südlich des Siedlungsgebiets von Stein befindet sich unweit der Grenze zu Silz eine weitere Kapelle.

### Natur
Die Ortsgemeinde liegt im Naturpark Pfälzerwald, der wiederum zum Biosphärenreservat Pfälzerwald-Vosges du Nord gehört. Auf Gemarkung von Gossersweiler-Stein befinden sich insgesamt sechs Naturdenkmale, darunter befinden sich mehrere Felsformationen wie die Isselmann-Steine, die Dreifelsen, der Engelsmannfelsen und der Krimhildenstein. Zudem ist die Gemeinde Bestandteil des Klettergebiets Südpfalz.

### Vereine
Vor Ort existieren insgesamt 24 Vereine, darunter mehrere Sportvereine wie der SV Gossersweiler-Stein und der Turnverein Gossersweiler Tal. Darüber hinaus gibt es eine Ortsgruppe des Pfälzerwald-Vereins.

## Wirtschaft und Infrastruktur

### Wirtschaft
Aufgrund der geographischen Gegebenheiten dominierte vor Ort jahrhundertelang die Forst- und Holzwirtschaft. Die örtlichen Waldgebiete unterstehen dem Forstamt Annweiler. Am östlichen Ortsrand von Gossersweiler befindet sich außerdem ein Gewerbegebiet.

### Verkehr
Durch die Gemeinde führt die Landesstraße 494, die von Völkersweiler nach Silz führt. Von dieser zweigt auf Höhe des Ortsteils Gossersweiler die Kreisstraße 8 ab, die dessen Siedlungsgebiet anbindet und dort Am Kaiserbach heißt. Die Buslinie 531 des Verkehrsverbundes Rhein-Neckar verbindet die Gemeinde mit Landau in der Pfalz und Annweiler am Trifels. Nächstgelegener Bahnhof ist derjenige in Annweiler am Trifels.

### Einrichtungen
Am Fuß des Engelsmannfelsen sind etwas außerhalb der Siedlungsgebiete der beiden Ortsteile die Grundschule Gossersweiler-Stein, die Berglandhalle und die örtliche Freiwillige Feuerwehr angesiedelt. Erstere wird von etwa 180 Schülern besucht, ihr Einzugsgebiet umfasst zusätzlich die Gemeinden Völkersweiler, Waldrohrbach, Waldhambach, Silz und Münchweiler. Südwestlich von Stein befindet sich zudem das Anfang der 1970er Jahre errichtete Feriendorf Eichwald.

### Tourismus

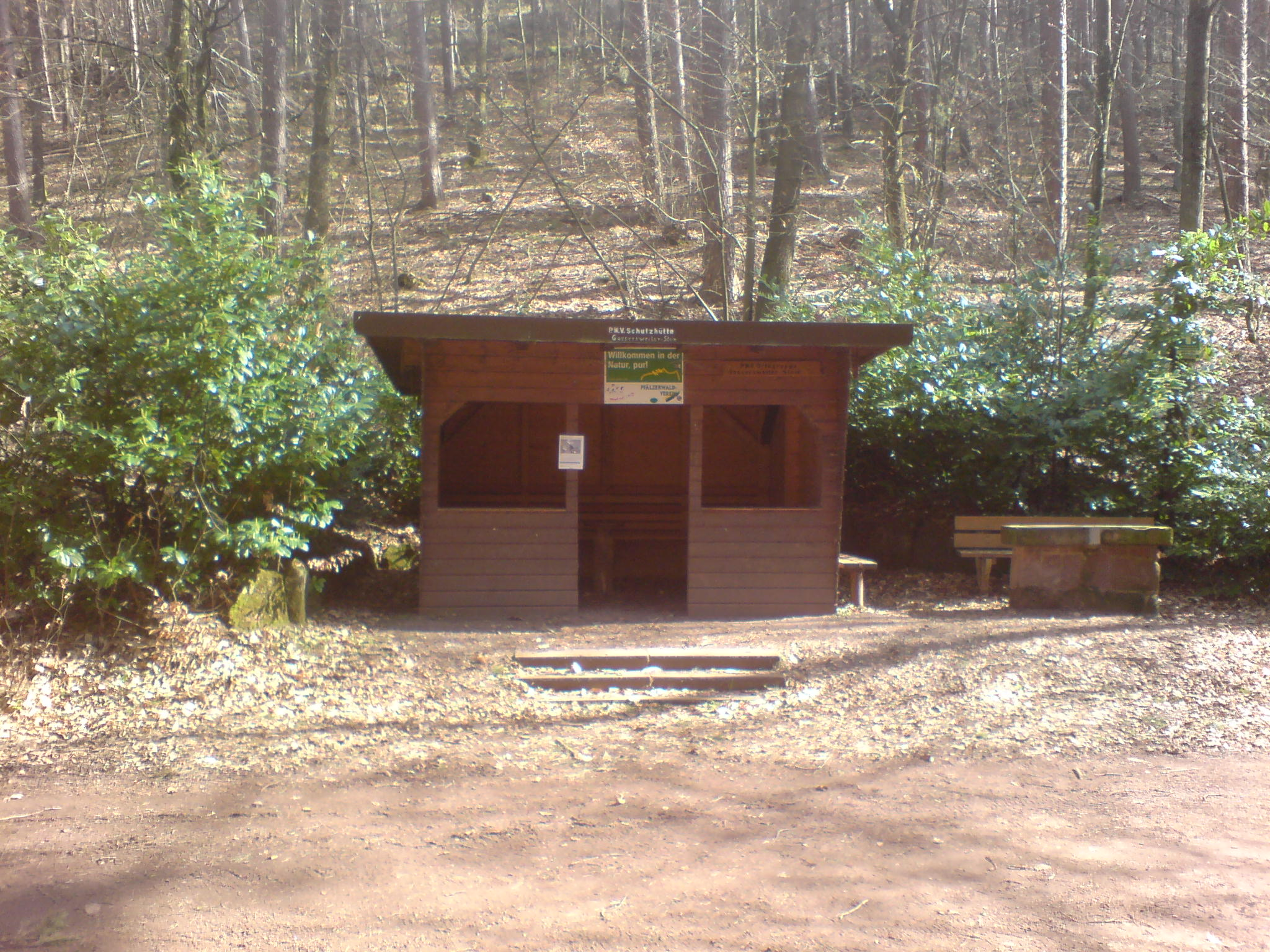
PWV Schutzhütte Gossersweiler

Vor Ort existiert seit 2006 die PWV Schutzhütte Gossersweiler.
Gossersweiler-Stein ist möglicher Ausgangspunkt für Wanderungen und Mountainbike-Touren im Pfälzerwald. Durch die Gemeinde selbst verläuft der Klingbach-Radweg. Durch den Nordwesten der Gemarkung führt der mit einem blauen Nalken markierte Fernwanderweg Staudernheim–Soultz-sous-Forêts; im Süden des Gemeindegebiets verläuft ein Wanderweg, der mit einem gelb-roten Balken markiert ist, im Westen ein solcher, der mit einem blauen Kreuz gekennzeichnet ist und im äußersten Südwesten führt für ein kurzes Stück der mit einem roten Punkt markiert Weg über die Gemarkung der Ortsgemeinde. Zudem liegt sie an einem Wanderweg mit der Markierung grünes Dreieck auf weißem Grund.

### Gericht
Die Gemeinde gehört zum Gerichtsbezirk des Amtsgerichts Landau.

### Medien
Einmal pro Monat erscheint im Ort eine sogenannte „Dorfzeitung“.

## Persönlichkeiten
- Philipp Hammer (1837–1901), katholischer Priester, überregional bekannter Prediger und Volksredner.